# 安德拉努馬法納
安德拉努馬法納（Andranomafana）為位在馬達加斯加的城鎮，由阿齊莫-安德列發那區安卡祖阿布縣（Ankazoabo District）管轄。2001年人口普查估計該城鎮人口約有6,000人。
該城鎮的學校僅有小學。該城鎮有55%的居民為農民，另外有44%的居民從事畜牧業。木薯為該城鎮最主要的作物，而其他主要作物還有玉米以及稻米等。另外從事服務業的居民僅佔該城鎮人口總數的1%。